# Папильот
Папильо́т (ан папильо́т фр. en papillote — «в обёрточной бумаге») — способ приготовления мяса, рыбы, овощей в собственном соку, запекание на гриле или в духовом шкафу в конверте из промасленной бумаги или пергамента, а позднее в алюминиевой фольге. Вариантом папильота является рукав для запекания.
Приготовление «ан папильот» не отличается сложностью: все ингредиенты блюда на каждую порцию помещают на лист пергаментной бумаги, заворачивают и аккуратно перевязывают с двух сторон кулинарной нитью. Такие порционные упаковки похожи на конфеты. Перед сервировкой готовое блюдо немного освобождают от «обёртки». Папильот позволяет максимально сохранить в готовом блюде вкусовые и ароматические вещества исходного продукта. В промасленной бумаге рекомендуется готовить, например, фазанов, чтобы их мясо сохранило нежность и сочность. Русская кулинарка Е. А. Авдеева предлагала готовить в папильотах лососину с маслом из сарделек и телячьи котлеты в душистых кухонных травах и свином сале. Помпано ан папильот — известное рыбное блюдо луизианской креольской кухни. 